# 변종샤크
《변종샤크》(영어: Swamp Shark)는 2011년 공개된 미국의 공포 영화이다.

## 출연

### 주연
- 크리스티 스완슨
- 디비 스위니

### 조연
- 로버트 다비
- 제프 체이스
- 리차드 탠
- 나타샤 잇첼
- 마커스 라일 브라운
- 에드릭 브라운
- 크리스토퍼 베리
- 제이슨 로젤
- 해롤드 에반스
- 론 플래게
- 찰스 해럴슨
- 토마스 타 하이드
- 애쉬튼 리
- 랜스 E. 니콜스
- 딜런 램지
- 매튜 림머

## 기타
- 라인PD: 브래드 사우스윅
- 사운드슈퍼바이저: 마이클 베어드
- 미술: 제이미 본
- 분장팀: 로렌 토머스
- 의상: 제이미 본
- 배역: 딘 E. 프롱크
- 배역: 도날드 폴 펨릭
- 프로덕션매니저: 에릭 밀러